# معدل سعة حرارية
معدل السعة الحرارية هو مصطلح يُستخدم في في الديناميكا الحرارية ومجالات هندسية أُخري ويدل ذلك المصطلح علي مقدار الحرارة التي يمكن لمائع ذو كتلة معينة أن يمتصها أو أن يطردها أثناء سريانه لكل درجة حرارة لكل وحدة زمن، ويرمز له عادة بالرمز C كما تم إدراجه في التجارب المختلفة في الكثير من المراجع ويتم عادة التفريق بين المائع البارد والساخن بالرموز التالية Ch و Cc ، كما يتم تمثيلها بالرسم البياني أو من خلال معادلة خطية.
ومعدل السعة الحرارية هي كمية لها أهمية في تكنولوجيا المبادلات الحرارية سواء في استخدامها في أنظمة التبريد أو التسخين ولها أهمية في الكثير من الأشياء مثل تصميم المعالجات المجهرية أو حتي محركات الاحتراق الداخلي.

## الأساس
معدل السعة الحرارية لمائع ساخن من الممكن أن يكون أكبر أو يساوي أو أقل من معدل السعة الحرارية لنفس المائع عندما يكون باردًا، ويجب مراعاة حساب معدل السعة الحراري في أنظمة المبادلات الحرارية حيث يُستخدم مائع واحد غير متجانس في طبيعته لتبريد مائع آخر مثل الغازات الساخنة أو البخار في المحطات الكهربائية باستخدام المشتت الحرارة مثل مصادر المياة كالأنهار والبحار أو عند تعيين أدنى احتياجات تبريدية لانتقال الحرارة عبر الأنظمة مثل الاستخدام في تبريد الهواء.
وكما أن للمائع القدرة علي مقاومة التغيير الذي يحدث في درجة الحرارة أثناء انتقال الحرارة فإن ذلك يؤدي إلي تغير في درجة الحرارة اللحظية، وهذا شئ مهم لأخذه في الاعتبار أثناء التصميم حيث يجب الوضع في الحسبان التغير المستمر في الأنظمة المفتوحة، ويجب أخذه في الاعتبار تغيره المستمر مع الظروف البيئية وخصوصًا عند أسوأ الظروف التشغيلية مثل العمل تحت إجهادات مرتفعة تقترب من الحدود الأقصي المفترضة، مثل أي يعمل محرك يُبرد بالهواء في طقس صحراوي في يوم ساخن جدًا.
وعندما يكون المائع الساخن له معدل سعة حرارية أكبر لذا فعند تلاقي المائع الساخن مع البارد يحدث تغير طفيف في درجة حرارة المائع الساخن بينما المائع البارد سيكون فيه تغير ملحوظ في درجة الحرارة، وإذا كان المائع البارد لها معدل سعة حرارية أقل، فذلك مُفضل، أما إذا كان معدلا السعة الحرارية في المائعين متساويين، فإن التغير في درجتي حرارتهما سيكون متساوي تقريبًا بفرض أن كتلة السريان لكليهما واحدة خلال فترة زمنية واحدة.
وإذا كان المائع البارد له سعة حرارية نوعية أكبر ومعدل سعة حرارية أقل فذلك مُفضل مع الأخد في الحسبان أنتشار أنظمة التبريد بالمياه حيث أن الطبيعة القطبية لجزيئات الماء تخلق بعض الصفات والسلوكيات المميزة لها دونًا عن كثير من الموائع.
{\displaystyle C=c_{p}{\frac {dm}{dt}}}
حيث C = معدل السعة الحرارية للمائع.

dm/dt = معدل سريان الكتلة للمائع

cp =الحرارة النوعية للمائع.